# علی‌اکبر امامی اهری
دکتر علی‌اکبر امامی اهری (زاده ۱۲۸۷ خورشیدی در اهر) قاضی و وکیل دادگستری و نماینده مجلس شورای ملی بود.
پدرش میرزا ابراهیم امام جمعه نماینده دوره ششم مجلس شورای ملی بود. 
علی اکبر تحصیلاتش خود را در اهر آغاز کرد و در مدرسه حکمت تبریز ادامه داد، در سال ۱۳۰۵ پدرش به نمایندگی اهر در مجلس شورای ملی انتخاب شد و خانواده‌اش را به تهران انتقال داد. او نیز به دارالفنون رفت و دیپلم ادبی گرفت و پس از گذراندن دوره مدرسه حقوق به عنوان قاضی به خدمت دادگستری درآمد.
وزیر دادگستری وقت، علی‌اکبر امامی را برای ادامه تحصیل به فرانسه فرستاد. او پس از کسب درجه دکترا به ایران بازگشت و به مشاغل قضائی ادامه داد تا اینکه به ریاست دادگاه‌های شهرستان تهران رسید.
در سال ۱۳۲۵ که قوام‌السلطنه نخست‌وزیر وقت حزب دموکرات را به راه انداخت، اهری به آن حزب پیوست و سال بعد به نمایندگی اهر به مجلس شورای ملی رفت. در دو دوره بعد نیز که با نخست‌وزیری دکتر مصدق مصادف شد نماینده مجلس بود و پس از کودتای ۲۸ مرداد ۱۳۳۲ سیاست را کنار گذاشت و به وکالت دادگستری پرداخت.